# Élection présidentielle américaine de 2020 en Floride
L'élection présidentielle américaine de 2020 en Floride a lieu le 3 novembre 2020 comme dans les 50 autres États ainsi que le district de Columbia. Les électeurs floridiens choisissent des grands-électeurs pour les représenter dans le collège électoral à travers un vote populaire. L'État de Floride possède 29 grands-électeurs. L'État donne tous ses grands électeurs en faveur de Donald Trump.

## Résultats
| Candidats et colistiers  | Candidats et colistiers  | Partis            | Vote populaire | Vote populaire | Grands électeurs |
| Candidats et colistiers  | Candidats et colistiers  | Partis            | Voix           | %              | Grands électeurs |
| ------------------------ | ------------------------ | ----------------- | -------------- | -------------- | ---------------- |
|                          | Donald Trump Mike Pence  | Parti républicain | 5 667 716      | 51,23          | 29               |
|                          | Joe Biden Kamala Harris  | Parti démocrate   | 5 295 138      | 47,86          | 0                |
|                          | Jo Jorgensen Spike Cohen | Parti libertarien | 70 251         | 0,68           | 0                |
|                          | Autres candidats         | Autres candidats  | 31 051         | 0,28           | 0                |
|                          |                          |                   |                |                |                  |
| Total                    | Total                    | Total             | 11 064 156     | 100            | 29               |
| Abstention               |                          |                   |                |                |                  |
| Inscrits / participation |                          |                   |                |                |                  |

## Analyse
|                                                   | Compté(s)                 | Pourcentage |
| ------------------------------------------------- | ------------------------- | ----------- |
| Comté le plus démocrate                           | Gadsden                   | 68%         |
| Comté le moins démocrate                          | Holmes                    | 10,2%       |
| Comté le plus républicain                         | Holmes                    | 89,1%       |
| Comté le moins républicain                        | Gadsden                   | 31,4%       |
| Comté(s) démocrate en 2016 et républicain en 2020 | /                         | /           |
| Comté(s) républicain en 2016 et démocrate en 2020 | Seminole, Duval, Pinellas | /           |